# بلايس نكوفو
بلايس إسيتسيما نكوفو (بالإنجليزية: Blaise Isetsima Nkufo) (مواليد 25 مايو 1975 في كينشاسا) لاعب كرة قدم سويسري يلعب حاليا لصالح نادي سياتل سوندرز الأمريكي .

## روابط خارجية
- بلايس نكوفو على موقع الاتحاد الدولي (مؤرشف)  (الإنجليزية)
- بلايس نكوفو على موقع الاتحاد الأوربي (الإنجليزية)
- بلايس نكوفو على موقع الدوري الأمريكي (الإنجليزية)
- بلايس نكوفو على موقع قاعدة بيانات كرة القدم.إي يو (الإنجليزية)
- بلايس نكوفو على موقع ناشيونال فوتبول تيمز (الإنجليزية)
- بلايس نكوفو على موقع Soccerway.com (الإنجليزية)
- بلايس نكوفو على موقع عالم كرة القدم.نت (الإنجليزية)